# Songhua
Songhuafloden, även känd för sitt rysk-manchuiska namn Sunggari ("mjölkfloden"), är en flod i Manchuriet och en av Amurs bifloder. Floden är 1927 km lång och flyter från Changbai-bergen genom provinserna Heilongjiang och Jilin och bevattnar i 212 000 kvadratmeter land.
Songhuafloden upprinner under namnet Orr-tau-ho i södra Manchuriet i trakten av staden Beishan, flyter genom Jilins vulkaniska platå (där kallad Kirin-Ula) samt mottager från Stora Hinggan-bergen
bifloden Nonni, som ger Songhua dess riktning mot nordöst.
Floden flyter därefter genom Manchuriets slättbygder förbi Harbin samt faller ut i Amur, omkring 1 000 km. från sin källa. Songhuas viktigaste biflod från höger är Mudanfloden, som utmynnar vid staden Yilan. Songhuas vatten är till följd av dess vindlande lopp genom lösstäppen
gulfärgat.
I november 2005, förorenades floden av bensen, vilket ledde till att Harbins vattentillgångar stängdes av och till hot om att Ryssland skulle stämma Kina för de skador som drabbat den ryska miljön.